# Sparianthis
Sparianthis là một chi nhện trong họ Sparassidae.